# 北上市コミュニティバス

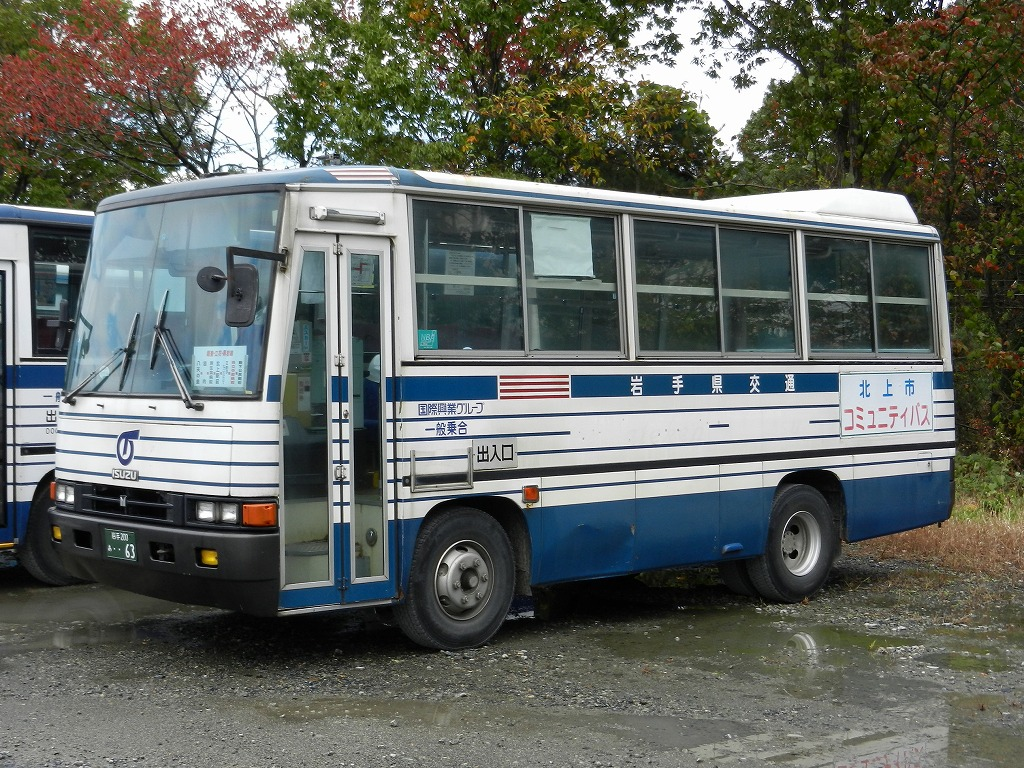
過去の車両（岩手県交通）
「北上市コミュニティバス」飯豊黒岩線・二子更木線で使用されていたマイクロバス。
いすゞ・ジャーニーQ (U-MR132)

北上市コミュニティバス（きたかみしコミュニティバス）は、岩手県北上市が運行するコミュニティバスである。2001年から「北上市コミュニティバス」として運行開始し、2019年4月から「北上市拠点間交通」（きたかみしきょてんかんこうつう）として統合され「おに丸号」の愛称が付けられ、飯豊黒岩線、二子更木線、稲瀬線、立花岩崎線、口内線、鬼柳線、相去線の7路線が運行されている（2024年4月改正時点）。
運行は岩手県交通（北上営業所）など、市内に拠点を置くバス・タクシー事業者に委託している。

## 沿革
2001年（平成13年）8月1日、一般路線バスのない地区を市街地と結ぶため「北上市コミュニティバス」として「飯豊線」「小鳥崎線」「立花線」の3路線で試験運行を開始し、岩手県交通に運行を委託した。
試験運行開始時の運賃はゾーン制運賃を採用し、市街地内や地区内では100円、地区と市街地をまたぐと200円であった。「小鳥崎線」は年度末に試験運行を終了し、翌2002年度から「黒沢尻東線」の試験運行が開始された。
しかし2003年9月時点では「黒沢尻東線」も廃止となっており、「飯豊線」「立花線」「二子線」の3路線での運行となっていた。
2004年（平成16年）4月から、「飯豊線」「立花線」「二子線」の3路線を本格運行へ移行し、「二子線」を更木まで、「立花線」を黒岩までそれぞれ延長し、「飯豊線」「二子更木線」「立花黒岩線」の3路線で本格運行を開始した。
また、岩手県交通が早池峰バスに管理の受委託を行ったことから、早池峰バスによる運行を開始した。その後、2007年4月に早池峰バスが岩手県交通との管理の受委託を解消した。
2009年（平成21年）4月2日、県立中部病院（県立北上病院・県立花巻厚生病院を統合・移転）の開院に伴い、路線を「飯豊立花黒岩線」と「飯豊二子更木線」に再編するとともに、運賃体系を改定した。
2011年（平成23年）4月1日に運行内容を一部改訂し、路線を「飯豊立花黒岩線」と「二子更木線」に再編した。
2018年（平成30年）4月2日、岩手県交通の一般路線バス「岩黒線」の廃止代替として、ジャンボタクシー車両を使用して「北上市拠点間交通」稲瀬線の運行を開始した。
2019年（平成31年）4月1日、「北上市コミュニティバス」と「北上市拠点間交通」稲瀬線を総称して「北上市拠点間交通」とし、愛称を「おに丸号」とした。合わせて「立花岩崎線」の運行も開始した。それに伴い「飯豊立花黒岩線」の東地域ゾーンを立花地区・生協団地には経由しない経路に変更し「飯豊黒岩線」と改称した。
2024年（令和6年）4月1日、岩手県交通の一般路線バス「北上金ヶ崎線」の廃止代替として、マイクロバス車両を使用して相去線の運行を開始した。

## 運賃・乗車券類
運賃制度はゾーン制運賃を採用しており、運行路線にあるゾーンにより決まる。
- 西地域ゾーン内・東地域ゾーン内のみを利用した場合は100円[17]。
- 市街地ゾーン内のみを利用した場合は150円[17]。
- 2つのゾーンにまたがる場合は200円、3つのゾーンにまたがる場合は300円[17]。
- 小学生は半額、幼児は同乗する保護者1人につき2人まで無料[17]。
- 各種障害者手帳（身体障害者手帳・療育手帳・精神障害者保健福祉手帳）による障害者割引があり運賃半額となる。身体障害者手帳（1級）および療育手帳（A）の場合は介助者も半額となる[17]。
- 運転経歴証明書の提示による割引があり、運賃半額となる[17]。

### バスカード
「北上市コミュニティバス」時代には、岩手県北自動車の発行するバスカードも利用できたが、2010年3月末をもって岩手県交通と岩手県北自動車の共通乗車制度が終了したため、利用できなくなった。

## 路線

### 北上市拠点間交通「おに丸号」
2023年4月1日改正時点の路線は以下のとおり。
運賃制度はゾーン制運賃を採用しており、経路中に「西地域ゾーン」・「市街地ゾーン」・「東地域ゾーン」とあるが、これは乗車運賃のゾーンエリアに関係する。

#### 飯豊黒岩線
- 「西地域ゾーン」 : 飯下公民館前 - 江釣子ショッピングセンター - 「市街地ゾーン」 : 北上消防署前 - 黒沢尻二丁目 - 「東地域ゾーン」舟橋 - 小川屋敷
  - 月曜日・木曜日運行、1日4往復[3]。「北上市コミュニティバス」として開業した路線。
  - 運行委託 : 岩手県交通北上営業所
- 車両：岩手県交通が保有する小型バスを使用。

#### 二子更木線
- 「西地域ゾーン」 : 県立中部病院 - 江釣子ショッピングセンター - 「市街地ゾーン」 : 北上消防署前 - 細越住宅 - 「東地域ゾーン」 : 山岸 - 下村
  - 火曜日・金曜日運行、1日4往復[3]。元「北上市コミュニティバス」として開業した路線。
- 運行委託 : 岩手県交通北上営業所
- 車両：岩手県交通が保有する小型バスを使用。

#### 稲瀬線
- 「市街地ゾーン」 : まちなかターミナル - イオンタウン北上 - 「東地域ゾーン」 : JAさくら支店前 - 稲瀬地区交流センター
- 月曜日・水曜日・金曜日運行、1日3往復[3]。2018年4月2日に「北上市拠点間交通」として最初に開業した路線。岩手県交通の廃止代替バスでもある。
- 運行委託 : 有限会社都タクシー[19]
- 車両： 都タクシーが保有するジャンボタクシー車両（トヨタ・ハイエース）を使用[11]。

#### 立花岩崎線
- 「西地域ゾーン」 : 岩崎地区交流センター - 江釣子ショッピングセンター - 「市街地ゾーン」 : 北上消防署前 - イオンタウン北上 - 「東地域ゾーン」 : JAさくら支店前 - 中才公民館前
  - 月曜日・水曜日・木曜日運行、1日4往復[3]。2019年に「北上市拠点間交通」として開業した路線。同年3月31日に専用車両がお披露目された[14]。
- 運行委託 : 西北交通北上営業所[20]
- 車両：町が保有する自家用自動車（白ナンバー）による運行。10人乗りのトヨタ・ハイエースを使用[14][15]。

#### 口内線
- 「市街地ゾーン」 : まちなかターミナル - 北上済生会病院 - 北上駅 - 川岸 -「東地域ゾーン」 : 珊瑚橋 - 東陵中学校 - 金田 - 口内新町 - 千刈 - 萬蔵寺 - 3区公民館
  - 「北上市拠点間交通」として開業した路線。運行開始当初は火曜日・水曜日・金曜日運行、1日4往復[3]だった。
  - 2025年4月1日の改正より平日毎日運行とし、1日3往復に減便[21]
- 運行委託 : 東日本交通北上営業所
- 車両：運行開始当初は町が保有する自家用自動車（白ナンバー）、10人乗りのトヨタ・ハイエースを使用[14][15]していた。現在は東日本交通が保有するマイクロバスを使用。

#### 鬼柳線
- 「東地域ゾーン」 : 鬼柳地区交流センター → 西北 → 荒堰 → 「市街地ゾーン」 : 大通り三丁目 → 北上済生会病院 → 北上駅 → まちなかターミナル → 北上市役所前 → 北上警察署前「東地域ゾーン」 : 荒堰 → 西北公民館前 → 鬼柳地区交流センター
  - 火曜日・木曜日運行、1日4本[3]。「北上市拠点間交通」として開業した路線。
- 運行委託 : 東日本交通北上営業所
- 車両：町が保有する自家用自動車（白ナンバー）による運行。10人乗りのトヨタ・ハイエースを使用[14][15]。

#### 相去線
- 「東地域ゾーン」 : 笹長根 → 相去 → 古川橋 → 「市街地ゾーン」 : 大通り三丁目 → 北上済生会病院 → 北上駅 → まちなかターミナル → 北上市役所前 → 北上警察署前「東地域ゾーン」 : 鬼柳本町 → 相去地区交流センター → 笹長根
  - 月曜日・水曜日・金曜日運行、1日4本。岩手県交通「北上金ヶ崎線」の廃止代替として開業した路線[16]。
- 運行委託 : 東日本交通北上営業所
- 車両：東日本交通が保有するマイクロバスを使用[22]。